# Zagórze (Białogard)
Zagórze (in tedesco: Sager) è un villaggio polacco del distretto di Białogard, nel voivodato della Pomerania Occidentale. Si trova a circa 10 kilometri a sud-ovest di Białogard e circa 100 chilometri a nord-est della capitale del voivodato, Stettino. Prima del 1945 l'area faceva parte della Prussia, Impero Tedesco. Tra gli anni 1975 – 1998 il villaggio apparteneva al voivodato di Koszalin. Nel 2007 il villaggio contava 136 abitanti.

## Società

### Evoluzione demografica
- 182[1] – censimento del 1852
- 203[2] – censimento del 1933
- 177[2] – censimento del 1939

## Geografia
Il villaggio si trova a circa 12 chilometri a sud-ovest di Białogard, tra Białogard e la località di Sławoborze, nei pressi della linea ferroviaria Białogard – Lepino. Si trova in una zona panoramica tra montagne e foreste. Il confine settentrionale del villaggio è formato dal fiume Pokrzywnica che un tempo costituiva il confine con il Principato di Cammin e in seguito anche con il distretto di Kolberg-Körlin. Nel nord-ovest della località si trova uno dei punti più alti del villaggio, un colle alto 63 metri, la Garnkowa Góra (Polsberg).

## Origine del nome
Il nome del paese deriva probabilmente dallo slavo "sa-gora" = "dietro la montagna" e indica la posizione panoramica del paese.

## Storia
Zagórze è un antico feudo della famiglia Podewils e fu menzionato per la prima volta come tale nel 1628. Successivamente fu venduto nel XVII secolo dalla famiglia Podewils alla famiglia Platow. Friedrich Wilhelm von Podewils divenne di nuovo l'unico proprietario solo nel 1794, ma dal 1844 vendette il posto a Johann Ferdinand Ramthun, già proprietario di Klein Satspe (Zaspy Małe), per 50.000 talleri. Un membro della famiglia Gaudcker è menzionato come erede di Zagórze.
Nel 1867, Sager contava 208 abitanti, impegnati principalmente nell'agricoltura o nell'itticoltura nei grandi stagni di carpe, carassi e trote. Grazie alla crescita demografica fu costruita una scuola nel 1867 dove insegnarono i presidi Mahnke, Kirchhoff, Ruhmke e, più recentemente, Leschke. Nel 1928 la località apparteneva a Maria von Holtzendorff, proprietaria di Podewils (Podwilcze) e Groß Reichow (Rychowo). Gli ultimi proprietari fino al 1945 furono proprio della famiglia Holtzendorff, che visse nella vicina Podewils. L'ultimo sindaco tedesco fu Albert Schneider, il capo di dipartimento fu Richard Schröter e il cancelliere fu Otto Elert. I compiti di polizia erano regolati da Karl Bark di Podewils.
Il 3 marzo 1945, le truppe sovietiche entrarono a Sager e occuparono il villaggio. L'espulsione della popolazione tedesca iniziò nell'autunno dello stesso anno. Sager divenuta polacca cambiò nome in Zagórze e ora fa parte del comune rurale di Białogard.

## Chiesa
Fino al 1945 Sager apparteneva alla parrocchia di Rarfin nella diocesi di Belgard (provincia ecclesiastica della Pomerania) della chiesa evangelica dell'Unione prussiana. Il proprietario del maniero Holtzendorff era anche proprietario della chiesa. Nel 1940, la parrocchia di Rarfin contava un totale di 1412 membri, guidati dal pastore Günther-Gerhard Henning.

## Monumenti e luoghi d'interesse

### Maniero di Zagórze
Il maniero risale alla seconda metà del XIX secolo. È un edificio in mattoni con la facciata rivolta a sud e con una corta ala a nord (probabilmente in origine presentava due ali). A seguito della ristrutturazione negli anni settanta l'aspetto originale dell'edificio è stato modificato e ha perso gran parte dei suoi dettagli architettonici. Attualmente, l'edificio non presenta uno stile architettonico preciso. Il maniero presenta un parco di una superficie di 2 ettari, risalente all'Ottocento. La vegetazione del parco è costituita principalmente da faggi e querce. Anemoni dei boschi ed edera costituiscono il sottobosco.

### Cimitero di Zagórze
Il villaggio presenta un cimitero inattivo:
- Un cimitero evangelico di 0,16 ettari a 500 metri da Zagórze sulla strada per Nasutowo, nel cui sottobosco crescono edera e mughetto.

## Cultura
Zagórze ha dato i natali a Volkmar von Arnim (1847 – 1923), ammiraglio e ufficiale di marina tedesco.

## Letteratura
- Comitato distrettuale di Belgard-Schivelbein: Contea di Belgard. Storia del comitato distrettuale della Pomerania. Comitato distrettuale di Belgard-Schivelbein, Celle 1989. (DE)
- Andrzej Świrko: Palazzi, manieri e castelli lungo il bacino del Parsęta. Organizzazione Turistica Polacca, 2005. (PL)

## Infrastrutture e trasporti
C'è una fermata dell'autobus oltre a un sentiero turistico locali che attraversa il villaggio:
- Il sentiero che corre lungo i binari dell'ex ferrovia a scartamento ridotto - per pedoni e ciclisti, non segnato.